# Duce de York

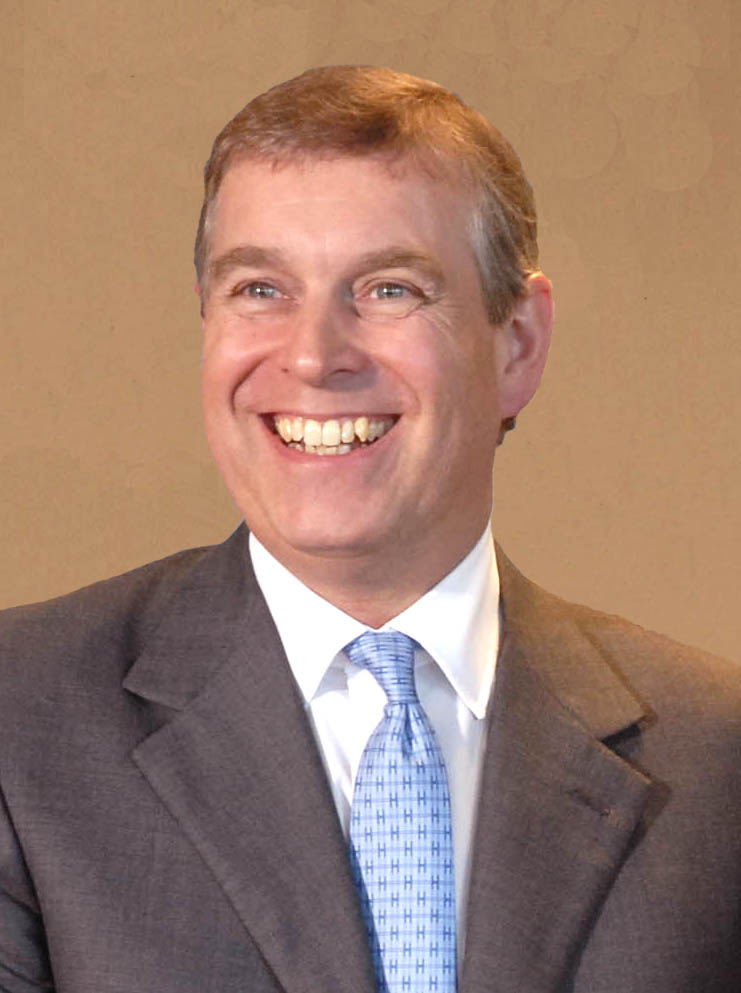
Prințul Andrew, actualul Duce de York

Ducele de York este un titlu nobiliar britanic. Începând cu secolul al XV-lea, de obicei a fost acordat celui de-al doilea fiu al unui monarh britanic.
Actualul Duce de York este Prințul Andrew, al doilea fiu al reginei Elisabeta a II-a a Regatului Unit. Până acum, Prințul Andrew nu are moștenitori pe linie masculină, în 1996 a divorțat și nu este recăsătorit.
Soția Ducelui de York este cunoscută sub titlul de Ducesă de York.

## Duci de York

#### Prima creare, 1385–1415, 1425–1461
| Duce | Portret            | Naștere                                                                                                | Căsătorie                                                    | Deces                                 |
| --- | ------------------ | --- | ------------------------------------------------------------ | ------------------------------------- |
| Edmund de Langley Casa de York (fondator) 1385–1402 de asemenea: Conte de Cambridge (1362)                                                                                         | Edmund de Langley  | 5 iunie 1341 Kings Langley fiul lui Eduard al III-lea al Angliei și Philippa de Hainault               | Isabella a Castiliei 1372 3 copii Joan de Holland fără copii | 1 august 1402 Kings Langley 61 de ani |
| Edward de Norwich Casa de York 1402–1415 de asemenea: Duce de Aumale (1397–1399), Conte de Cambridge (1362–1414), Conte de Rutland (1390–1402), Conte de Cork (c. 1396)            | Edward de Norwich  | 1373 Norwich fiul lui Edmund de Langley și al Isabellei a Castiliei                                    | Philippa de Mohun făsără copii                               | 25 octombrie 1415 Agincourt 42 de ani |
| Fratele lui Edward de Norwich, Richard de Conisburgh, și-a pierdut drepturile asupra titlului și a fost executat pentru trădare în august 1415.                                    |                    | |                                                              |                                       |
| Richard Plantagenet Casa de York 1425–1460 de asemenea: Conte de Ulster (1264), Conte de March (1328), Conte de Cambridge (1414, restaurat 1426), Baron Mortimer de Wigmore (1331) |                    | 21 septembrie 1411 fiul lui Richard de Conisburgh, al 3-lea Conte de Cambridge și al Annei de Mortimer | Cecily Neville 1437 13 copii                                 | 30 decembrie 1460 Wakefield 49 de ani |
| Edward Plantagenet Casa de York 1460–1461 de asemeneao: Conte de Ulster (1264), Conte de March (1328), Conte de Cambridge (1414), Baron Mortimer de Wigmore (1331)                 | Edward Plantagenet | 28 aprilie 1442 Rouen fiul lui Richard Plantagenet și al lui Cecily Neville                            | Elizabeth Woodville 1 mai 1464 10 copii                      | 9 aprilie 1483 Westminster 40 de ani  |
| Edward Plantagenet a urcat pe tron sub numele Eduard al IV-lea în 1461. |                    | |                                                              |                                       |

#### A doua creare, 1474–1483
| Duce | Portret               | Naștere                                                                                 | Căsătorie                                                       | Deces      |
| --- | --------------------- | --------------------------------------------------------------------------------------- | --------------------------------------------------------------- | ---------- |
| Richard de Shrewsbury Casa de York 1474–1483 de asemenea: Duce de Norfolk (1477), Conte de Nottingham (1476) | Richard de Shrewsbury | 17 august 1473 Shrewsbury fiu al lui Eduard al IV-lea al Angliei și Elizabeth Woodville | Anne de Mowbray, Contesă de Norfolk 15 ianuarie 1478 fără copii | necunoscut |
| Decesul Prințului Richard este un subiect controversat, adesea dezbătut și pentru care nu există dovezi solide pentru data când a avut loc, vârsta sau locul decesului. El a fost văzut ultima dată în Turnul Londrei, împreună cu fratele său, devenind cunoscut popular ca unul dintre Prinții din Turn. Din moment ce a murit fără moștenitori titlurile sale au dispărut. |                       |                                                                                         |                                                                 |            |

#### A treia creare, 1494–1509
| Duce | Portret     | Naștere                                                                                      | Căsătorie | Deces                                        |
| --- | ----------- | -------------------------------------------------------------------------------------------- | --- | -------------------------------------------- |
| Henric Tudor Casa Tudor 1494–1509 de asemenea: Prinț de Wales și Conte de Chester (1504), Duce de Cornwall (1502)                                                                 | Henry Tudor | 28 iunie 1491 Palatul Greenwich fiu al lui Henric al VII-lea al Angliei și Elizabeth de York | Catherine de Aragon 11 iunie 1509 1 copil Anne Boleyn 25 ianuarie 1533 1 copil Jane Seymour 30 mai 1536 1 copil Anne de Cleves 6 ianuarie 1540 fără copii Catherine Howard 28 iulie 1540 fără copii Catherine Parr 12 iulie 1543 fără copii | 28 ianuarie 1547 Palatul Whitehall 55 de ani |
| Fratele mai mare al lui Henric Arthur, Prinț de Wales a murit înaintea tatălui lor, așa încât Henric a fost numit Prinț de Wales și a succedat tatălui său ca Henric VIII în 1509 |             |                                                                                              | |                                              |

#### A patra creare, 1605–1625
| Duce | Portret        | Naștere                                                                       | Căsătorie                                       | Deces                                        |
| --- | -------------- | ----------------------------------------------------------------------------- | ----------------------------------------------- | -------------------------------------------- |
| Charles Stuart Casa Stuart 1605–1625 de asemenea: Prinț de Wales și Conte de Chester (1616), Duce de Cornwall (1337), Duce de Rothesay (1398), Duce de Albany, marchiz de Ormond (1600), Conte de Carrick (1398), Conte de Ross (1600), baron Renfrew (1398), Lord Ardmannoch (1600) | Charles Stuart | 19 noiembrie 1600 Palatul Dunfermline fiu al lui Iacob I și Anne a Danemarcei | Henrietta Maria a Franței 13 iunie 1625 9 copii | 30 ianuarie 1649 Palatul Whitehall 48 de ani |
| Fratele mai mare al lui Charles Henry Frederick, Prinț de Wales a murit înaintea tatălui lor, așa încât Charles a fost numit Prinț de Wales, și a succedat sub numele de Carol I în 1625.                                                                                            |                |                                                                               |                                                 |                                              |

#### A cincea creare, (1633) 1644–1685
| Duce | Portret      | Naștere                                                                                        | Căsătorie                                                                    | Deces                                                         |
| --- | ------------ | ---------------------------------------------------------------------------------------------- | ---------------------------------------------------------------------------- | ------------------------------------------------------------- |
| Iacob Stuart Casa Stuart 1633/1644–1685 de asemenea: Duce de Albany (1660), Conte de Ulster (1659) | James Stuart | 14 octombrie 1633 Palatul St. James fiu al lui Carol I al Angliei și Henrietta Maria a Franței | Anne Hyde 3 septembrie 1660 8 copii Mary de Modena 21 noiembrie 1673 7 copii | 16 septembrie 1701 Château de Saint-Germain-en-Laye 67 de ani |
| Prințul Iacob a fost intitulat Duce de York de la naștere și oficial creat ca atare în 1644. Când fratele lui a murit fără moștenitori legali, Iacob i-a succedat sub numele de Iacob II & VII în 1685. |              |                                                                                                |                                                                              |                                                               |

### Duci de York și Albany
Notă: Titlul Duce de Albany a fost garantat pentru prima dată în 1398 de regele Robert al III-lea al Scoției fratelui său, Robert Stewart, titlul aparținând nobilimii scoțiene.  Albany a fost un termen teritorial reprezentând părți din Scoția la nord de râul Forth.

#### Prima creare, 1716–1728
| Duce | Portret                 | Naștere                                                                                                   | Căsătorie   | Deces                              |
| --- | ----------------------- | --- | ----------- | ---------------------------------- |
| Prințul Ernest Augustus Casa de Hanovra 1716–1728 de asemenea: Prinț-Episcop de Osnabrück (1715–1728), Conte de Ulster (1716) | Prințul Ernest Augustus | 7 septembrie 1674 Osnabrück fiu al lui Ernest Augustus, Elector de Brunswick-Lüneburg și Sofia de Hanovra | necăsătorit | 14 august 1728 Osnabrück 53 de ani |
| Prințul Ernest a fost fratele mai mic al regelui George I și a murit fără moștenitori                                         |                         | |             |                                    |

#### A doua creare, 1760–1767
| Duce | Portret        | Naștere                                                                                   | Căsătorie   | Deces                                           |
| --- | -------------- | ----------------------------------------------------------------------------------------- | ----------- | ----------------------------------------------- |
| Prințul Edward Casa de Hanovra 1760–1767 de asemenea: Conte de Ulster (1760) | Prințul Edward | 25 martie 1739 Casa Norfolk fiu al lui Frederick, Prinț de Wales și Augusta de Saxa-Gotha | necăsătorit | 17 septembrie 1767 Palatul din Monaco 28 de ani |
| Prințul Edward a fost al doilea fiu al lui Frederick, Prinț de Wales, și fratele mai mic al regelui George al III-lea. A murit fără moștenitori la vârsta de 28 de ani după o boală scurtă. |                |                                                                                           |             |                                                 |

#### A treia creare, 1784–1827
| Duce | Portret           | Naștere | Căsătorie                                                   | Deces                                  |
| --- | ----------------- | --- | ----------------------------------------------------------- | -------------------------------------- |
| Prințul Frederick Casa de Hanovra 1784–1827 de asemenea: Conte de Ulster (1784)                                                                             | Prințul Frederick | 16 august 1763 Palatul St. James fiu al lui George al III-lea al Regatului Unit și Charlotte de Mecklenburg-Strelitz | Frederica Charlotte a Prusiei 29 septembrie 1791 fără copii | 5 ianuarie 1827 Casa Rutland 63 de ani |
| Prințul Frederick s-a separat de soția sa Frederica Charlotte (cu care nu a avut copii) însă au existat zvonuri că a fost tatăl a câtorva copii nelegitimi. |                   | |                                                             |                                        |

### Duci de York
Notă: Regina Victoria a garantat titlul de Duce de Albany celui de-al patrulea fiu al ei, Prințul Leopold în 1881, și titlul de Duce de York celui de-al doilea fiu al ei, Prințul George în 1892.

#### A șasea creare, 1892–1910
| Duce | Portret        | Naștere                                                                                                | Căsătorie                         | Deces                                       |
| --- | -------------- | --- | --------------------------------- | ------------------------------------------- |
| Prințul George Casa de Windsor 1892–1910 de asemenea: Prinț de Wales și Conte de Chester (1901), Duce de Rothesay, Conte de Carrick (1398), Conte de Inverness (1600), Baron Renfrew (1398), Baron Killarney (1892) | Prințul George | 3 iunie 1865 Casa Marlborough fiu al lui Eduard al VII-lea al Regatului Unit și Alexandra a Danemarcei | Mary de Teck 6 iulie 1893 6 copii | 20 ianuarie 1936 Casa Sandringham 70 de ani |
| Prințul George a succedat sub numele de George al V-lea în 1910 după decesul tatălui său. |                | |                                   |                                             |

#### A șaptea creare, 1920–1936
| Duce                                                                                             | Portret | Naștere                                                                                         | Căsătorie                                    | Deces                                       |
| ------------------------------------------------------------------------------------------------ | ------- | ----------------------------------------------------------------------------------------------- | -------------------------------------------- | ------------------------------------------- |
| Prințul Albert Casa de Windsor 1920–1936 de asemenea: Conte de Inverness, Baron Killarney (1920) |         | 14 decembrie 1895 Casa Sandringham fiu al lui George al V-lea al Regatului Unit și Mary de Teck | Elizabeth Bowes-Lyon 26 aprilie 1923 2 copii | 6 februarie 1952 Casa Sandringham 56 de ani |
| Prințul Albert a succedat sub numele de George al VI-lea după abdicarea fratelui său din 1936.   |         |                                                                                                 |                                              |                                             |

#### A opta creare, 1986–prezent
| Duce | Portret | Naștere | Căsătorie                                                   | Deces      |
| --- | ------- | --- | ----------------------------------------------------------- | ---------- |
| Prințul Andrew Casa de Windsor 1986–prezent de asemenea: Conte de Inverness, Baron Killyleagh (1986)          |         | 19 februarie 1960 Palatul Buckingham fiu al reginei Elisabeta a II-a și al Prințului Filip, Duce de Edinburgh | Sarah Ferguson 23 iulie 1986 – 30 mai 1996 (divorț) 2 copii | în funcție |
| Dacă Prințul Andrew nu are moștenitori masculini legitimi, toate titlurile sale iau sfârșit după decesul său. |         | |                                                             |            |